# Irene Dunne
Irene Dunne, rozená Irene Marie Dunn (20. prosince 1898 Louisville – 4. září 1990 Los Angeles) byla americká filmová herečka a zpěvačka. 

## Život

### Mládí
Narodila se 20. prosince 1898 v Kentuckém Louisville jako druhá dcera irského Američana Josepha Johna Dunnea a Němky Adelaide Antoinette Dunneové. Její otec byl inženýr a inspektor parníků pracující pro vládu a její matka se živila jako koncertní pianistka a učitelka hudby. Irenina starší sestra brzy po narození zemřela, takže vyrůstala pouze se svým mladším bratrem Charlesem.
Kvůli pracovním nabídkám jejího otce s rodinou často střídavě žila v Louisville a v St. Louis. Ten však zemřel na infekční onemocnění ledvin v roce 1913. Rodina se brzy poté natrvalo přestěhovala do matčina rodného města Madison v Indianě. Matka ji již od malička učila hrát na klavír a při svém prvním školním představení projevila zájem i o divadlo. V mládí také chodila na hodiny zpěvu a v roce 1916 zpívala i v místních kostelech. Tehdy se ještě chtěla stát učitelkou hudby, a proto studovala na soukromé hudební škole University of Indianapolis, kde v roce 1918 absolvovala. Krátce na to získala i vysokoškolské stipendium na Chicago Musical College a po ukončení druhého ročníku se odstěhovala do New Yorku v naději, že se zde stane sopranistkou v opeře. Ve dvou konkurzech do Metropolitní opery však díky svému slabému hlasu neuspěla. Dál proto pokračovala v hodinách zpěvu i tance a doufala, že se uplatní alespoň v hudebním divadle.

### Kariéra

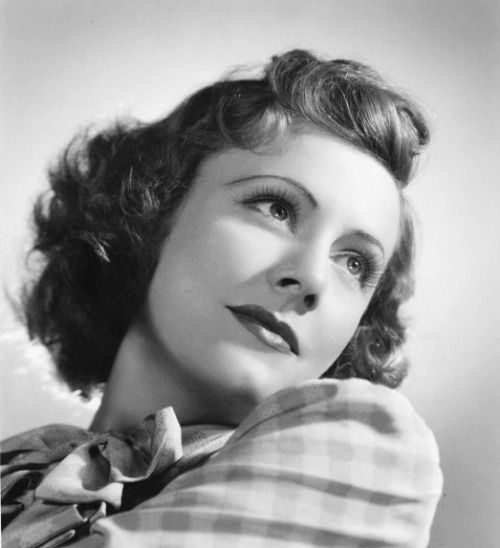
Irene Dunne v 30. letech

Během návštěvy u rodiny Paffových, starých přátel její matky, se zmínila o pokusech získat hlavní roli v divadelním muzikálu „Irene“. Paní Paffová jim následně dala své doporučení a Irene se roli nakonec podařilo získat. Po celá 20. léta poté účinkovala i v několika dalších hrách, jako např. The City Chap, Yours Truly, či She's My Baby a v průběhu si také pozměnila jméno (k příjmení přidala „e“). Zlom v její kariéře přišel na přelomu 20. a 30. let, kdy se během účinkování ve hře Show Boat náhodou setkala se svým ředitelem Florenzem Ziegfeldem Jr. Toho ohromila svou krásou a za pomoci své sekretářky ji rychle našel a následně pozval na konkurz. Uspěla a brzy na to podepsala smlouvu se studiem RKO Pictures, kde v roce 1930 debutovala v muzikálu Leathernecking. V té době jí však bylo už 30 let, ale producentům nalhala, že se narodila v roce 1901 (někdy až 1904). I tak se jí však podařilo v konkurenci spousty mladších hereček prosadit.
Hned za svůj druhý film Cimarron z roku 1931 získala rovnou nominaci na Oscara pro nejlepší herečku a její filmová kariéra okamžitě nabrala vysokých obrátek. V následujících letech se objevila v mnoha dalších dramatech, jako například Back Street (1932), No Other Woman (1933) či Magnificent Obsession (1935). Se svým hereckým partnerem z Cimarronu, Richardem Dixem, se sešla opět na natáčení romantické komedie Stingaree, a i přes Dixovy výkony na sebe strhla naprostou většinu pozornosti. Krátce na to také podepsala smlouvu se studiem Warner Bros. a v kariéře pokračovala pro změnu muzikály jako Sweet Adeline (1934) a Roberta (1935), kde si zahrála mj. i po boku dalších velkých hvězd; Freda Astaira a Ginger Rogersové. Po dalším muzikálu Loď komediantů z roku 1936 jí však vypršela smlouva a rozhodla se stát herečkou na vlastní noze, jež si může vybírat role i režiséry. Ještě téhož roku se objevila v další komedii Divoká Theodora, za který získala svou druhou nominaci na Oscara. Po tomto snímku pokračovala mnoha dalšími romantickými a komediálními snímky a většina z nich jako např. Nahá pravda (1937), Moje nejmilejší žena (1940) či Serenáda za úsměv (1941) získala příznivé recenze. Koncem dekády se také objevila v sérii filmů s Charlesem Boyerem z nichž první v pořadí, Milostný románek (1939) se stal velkým diváckým i kritickým hitem. Druhý snímek z trilogie, Až přijde zítřek (1939), se však stal propadákem, ale poslední snímek, Together Again (1944), ono předchozí zklamání vynahradil. Irene s Boyerem byli v té době také chváleni jako nejlepší pár romantických komedií.
Do 40. let však vstoupila také dvěma nepříliš úspěšnými snímky; Unfinished Business (1941) a Lady in a Jam (1942), ale i přesto byla za své výkony kritiky vesměs chválena. Krátce po vypuknutí války s Japonskem se stejně jako většina tehdejších hvězd účastnila spousty turné za účelem prodeje válečných dluhopisů. Během válečných let se proto objevila jen ve dvou filmech. Snímek A Guy Named Joe (1943) se však i přes problematickou produkci a rozporuplné recenze stal jedním z nejúspěšnějších snímků roku. Její další návrat ke komedii, snímek Over 21 (1945), nebyl kvůli válečnému tématu přijat zrovna příznivě, avšak následujícími filmy si reputaci opět napravila. Za svou roli norské imigrantky Marty Hansonové ve filmu I Remember Mama (1948) získala také svou pátou a poslední nominaci na Oscara.
Brzy poté se jí však přestalo dařit a její kariéra začala poměrně rychle upadat. Všechny její poslední tři filmy se staly propadáky. Během následujících pár let ještě sháněla vhodné scénáře, ale žádného se už nedočkala. Během 50. let už vystupovala jen v rádiovém seriálu Bright Star a pár dalších také moderovala. Svou kariéru v showbyznysu nakonec ukončila v roce 1962, když odmítla nabídku na roli ve hvězdně obsazeném a nakonec velmi úspěšném dramatu Letiště '77 (1977).

### Stáří a politika
V důchodu se věnovala především humanitním organizacím a byla rovněž zvolena i do několika jejich představenstev. Bojovala také za práva žen. V roce 1957 ji prezident Eisenhower dokonce jmenoval jedním z pěti amerických delegátů v OSN, které tolik obdivovala. Ve funkci byla dva roky a dvakrát také vystupovala na valném shromáždění.
Irene Dunne byla také celoživotní republikánka a v roce 1948 sloužila i jako člen kalifornské delegace na národním republikánském shromáždění. Taktéž vedla kampaň za Thomase Deweye i Ronalda Reagana.

## Osobní život

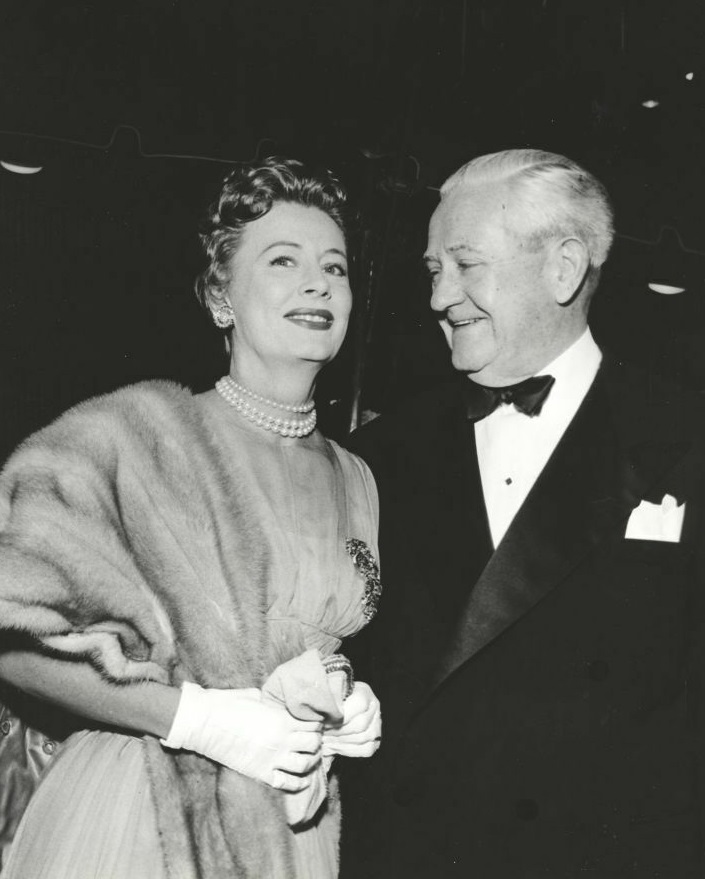
Irene Dunne se svým manželem Francisem Griffinem (1958)

Celý život byla vášnivou golfistkou a často hrávala i se svým manželem. Pro svou přítelkyni a neméně slavnou herečku Lorettu Youngovou dělala kmotřenku pro jejího syna Petera.

Irene byla také oblíbená i u filmových štábů a kvůli její vřelé a vyrovnané povaze Jimmie Fidler kdysi poznamenal:
„Na Irene Dunne je něco, co každého muže v místnosti nevědomě přiměje narovnat si kravatu.“
Ve své době si také vysloužila přezdívku „První dáma Hollywoodu“, což schvalovala, pokud byla míněna jako ženský protějšek gentlemana. Toho se však hned chytil deník Los Angeles Times a ironicky ji nazval „Gentlewoman“. Také byla považována za jednu z nejstylovějších celebrit na světě.
Během let 1919–1922 udržovala vztah s obchodníkem Fritzem Ernstem, ale kvůli odporu své matky a své herecké kariéře nakonec odmítla jeho nabídku k sňatku. Až do jeho smrti v roce 1959 však zůstali přáteli. V roce 1924 se na večírku v hotelu Baltimote v New Yorku setkala se svým jediným manželem – zubařem Francisem Griffinem. Vzali se o 13. července 1927. Často se však ohledně její kariéry hádali, ale jakmile přišla od Ziegfelda nabídka, která ji katapultovala až k hollywoodské elitě, manžel ji začal mnohem více podporovat a manželství fungovalo dobře.
Poté, co Griffin zanechal své zubařské kariéry, stal se Ireniním obchodním manažerem a později spolu také začali investovat do nemovitostí i po celém Las Vegas.
Měli jednu dceru, Mary Frances, kterou adoptovali v roce 1936.
Irene byla celý život oddaná katolička.
Zemřela 4. září 1990 ve svém domě ve věku 91 let.

## Filmografie

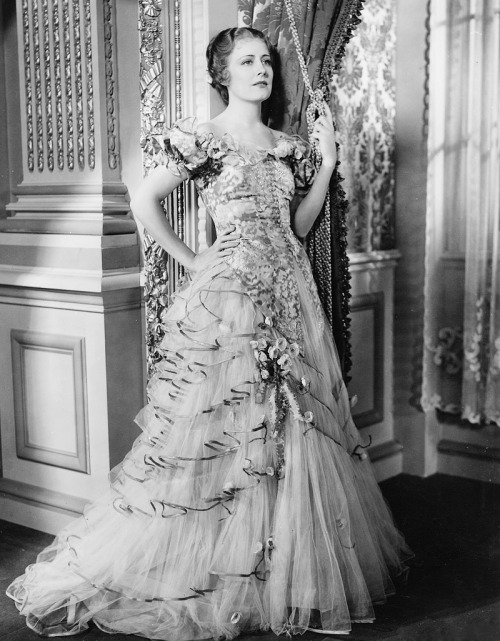
Irene Dunne ve filmu Stingaree (1934)

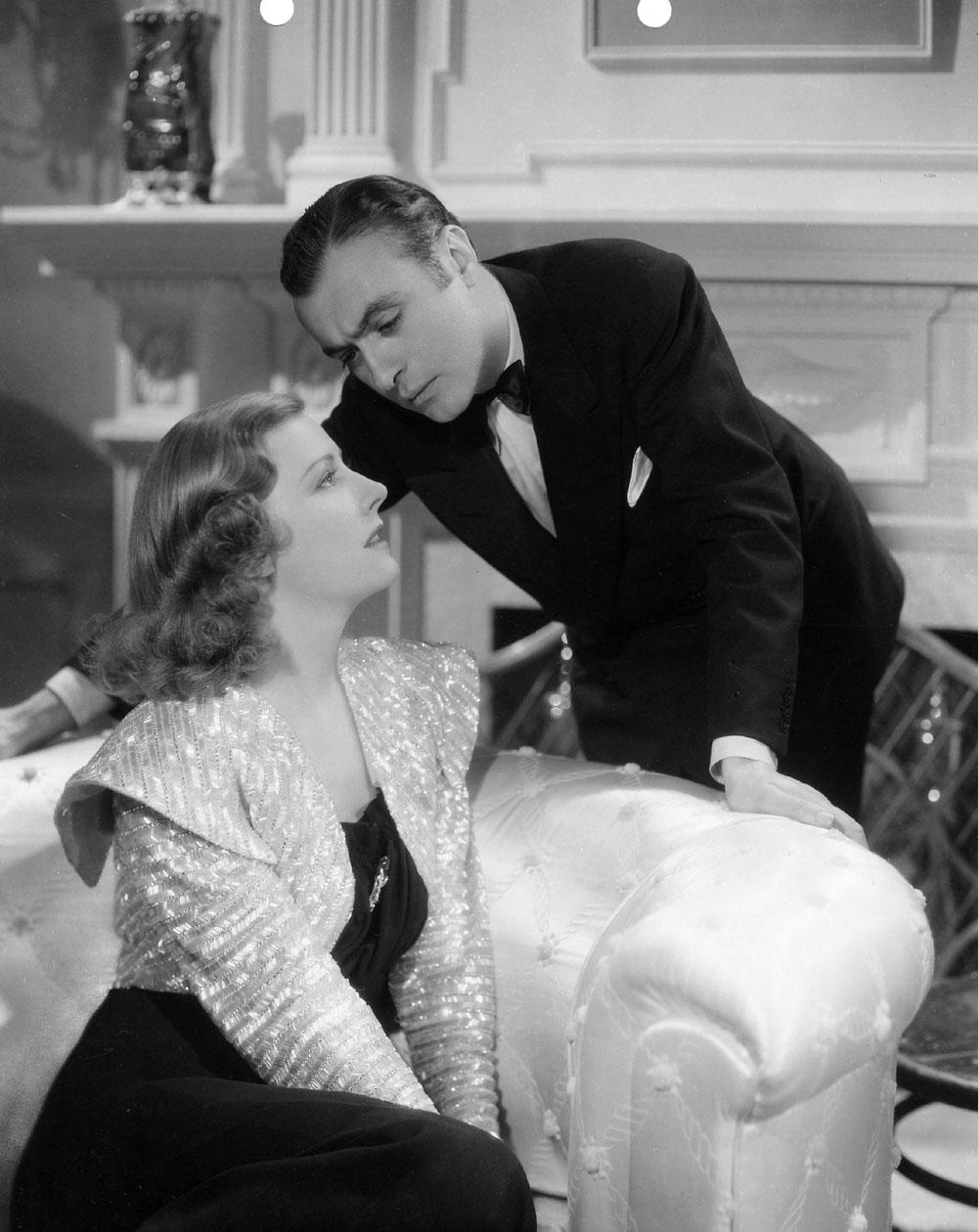
S Charlesem Boyerem ve filmu Milostný románek (1939).

- 1930 Leathernecking (režie Edward F. Cline)
- 1931 Cimarron (režie Wesley Ruggles)
- 1931 Consolation Marriage (režie Paul Sloane)
- 1932 Back Street (režie John M. Stahl)
- 1932 Thirteen Women (režie George Archainbaud)
- 1933 No Other Woman (režie J. Walter Ruben)
- 1933 The Secret of Madame Blanche (režie Charles Brabin)
- 1933 The Silver Cord (režie John Cromwell)
- 1933 Ann Vickers (režie John Cromwell)
- 1933 If I Were Free (režie Elliott Nugent)
- 1934 This Man Is Mine (režie John Cromwell)
- 1934 Stingaree (režie William A. Wellman)
- 1934 The Age of Innocence (režie Philip Moeller)
- 1934 Sweet Adeline (režie Mervyn LeRoy)
- 1935 Roberta (režie William A. Seiter)
- 1935 Magnificent Obsession (režie John M. Stahl)
- 1936 Loď komediantů (režie James Whale)
- 1936 Divoká Theodora (režie Richard Boleslawski)
- 1937 Nahá pravda (režie Leo McCarey)
- 1938 Joy of Living (režie Tay Garnett)
- 1939 Milostný románek (režie Leo McCarey)
- 1939 Invitation to Happiness (režie Wesley Ruggles)
- 1939 Až přijde zítřek (režie John M. Stahl)
- 1940 Moje nejmilejší žena (režie Garson Kanin)
- 1941 Serenáda za úsměv (režie George Stevens)
- 1941 Unfinished Business (režie Gregory La Cava)
- 1942 Lady in a Jam (režie Gregory La Cava)
- 1944 Bílé útesy doverské (režie Clarence Brown)
- 1944 Together Again (režie Charles Vidor)
- 1945 Over 21 (režie Charles Vidor)
- 1946 Anna a král Siamu (režie John Cromwell)
- 1948 I Remember Mama (režie George Stevens)
- 1950 Never a Dull Moment (režie George Marshall)
- 1950 The Mudlark (režie Jean Negulesco)
- 1952 It Grows on Trees (režie Arthur Lubin)